# Тардавська сільська рада
Тарда́вська сільська рада (рос. Тардавский сельский совет) — муніципальне утворення у складі Білокатайського району Башкортостану, Росія. Адміністративний центр — присілок Левалі.

## Населення
Населення — 316 осіб (2019, 469 в 2010, 635 в 2002).

## Склад
До складу поселення входять такі населені пункти:
| Населений пункт  | Населення, осіб (2002) | Населення, осіб (2010) |
| ---------------- | ---------------------- | ---------------------- |
| Восход, присілок | 112                    | 66                     |
| Левалі, присілок | 387                    | 314                    |
| Тардавка, село   | 136                    | 89                     |